# Ото VIII фон Хоя
Ото VIII фон Хоя (на немски: Otto VIII von Hoya, * 1530, † 25 февруари 1582, дворец Хоя, Долна Саксония) е последният граф на Хоя-Нинбург.

## Биография
Той е третият син на граф Йобст II фон Хоя (1493 – 1545) и съпругата му Анна фон Глайхен.
Ото става канон в Кьолн и Ферден. След смъртта на по-големия му бездетен брат Албрехт през 1563 г., Ото управлява Графство Хоя заедно с брат си Ерих (1535 – 1575).
Ото се жени през 1568 г. за графиня Агнес фон Бентхайм и Щайнфурт (* ок. 1531, † 15 септември 1589), вдовица на Йохан II († 1562), граф на Ритберг, майката на Армгард фон Ритберг, съпругата на брат му Ерих от 3 януари 1568 г. След смъртта на бездетния Ерих през 1575 г., Ото управлява графството сам.
На 25 ноември 1582 г. Ото VIII умира бездетен в дворец Хоя и е погребан в църквата „Св. Мартин“ в Нинбург (Везер). Графството става собственост на херцозите на Брауншвайг-Люнебург.

## Галерия
- Агнес фон Бентхайм-Щайнфурт
- Дворец Хоя]